# Tipula hoi
Tipula hoi är en tvåvingeart som beskrevs av Alexander 1936. Tipula hoi ingår i släktet Tipula och familjen storharkrankar. Inga underarter finns listade i Catalogue of Life.